# غابرييل أكسل
غابرييل أكسل (بالدنماركية: Gabriel Axel)‏ (مواليد 18 أبريل 1918 - الوفاة 9 فبراير 2014) هو مخرج وكاتب سيناريو دانمركي بدأ مسيرته الفنية عام 1951.

## الأعمال
- 1987: عيد بابيت
- 1994: أمير جوتلاند

## روابط خارجية
- غابرييل أكسل على موقع IMDb (الإنجليزية)
- غابرييل أكسل على موقع ألو سيني (الفرنسية)
- غابرييل أكسل على موقع أول موفي (الإنجليزية)
- غابرييل أكسل على موقع قاعدة بيانات الأفلام السويدية (السويدية)
- غابرييل أكسل على موقع إن إن دي بي (الإنجليزية)
- غابرييل أكسل على موقع قاعدة بيانات الفيلم (الإنجليزية)
- غابرييل أكسل على موقع كينوبويسك (الروسية)